# Ligota Turawska
Ligota Turawska (dodatkowa nazwa w j. niem. Ellguth Turawa) – wieś w Polsce, położona w województwie opolskim, w powiecie opolskim, w gminie Turawa, przy drodze wojewódzkiej nr 463.

## Nazwa
W alfabetycznym spisie miejscowości na terenie Śląska wydanym w 1830 roku we Wrocławiu przez Johanna Knie wieś występuje pod obecnie stosowaną, polską nazwą Ligota turawska oraz nazwą niemiecką Ellguth Turawa. 12 listopada 1946 r. nadano miejscowości historyczną polską nazwę Ligota Turawska.
Nazwa Ligota wywodzi się od słowa „lgota” oznaczającą w języku staropolskim ulgę (w brzmieniu niemieckim była to Ellguth lub Ellgot). Ligota oznacza osadę założoną na surowym korzeniu z zastosowaniem dla jej nowych mieszkańców ulgi na zagospodarowanie. Miejscowości o tej nazwie pełniły funkcję podobną do ówczesnych specjalnych stref ekonomicznych i były zwolnione z płacenia podatków, co miało zainicjować ich rozwój.

## Części wsi
| SIMC    | Nazwa  | Rodzaj    |
| ------- | ------ | --------- |
| 0504195 | Łącz   | część wsi |
| 0504203 | Ostrów | część wsi |

W latach 1954–1972 wieś należała i była siedzibą władz gromady Ligota Turawska.

## Historia
Pierwsza wzmianka o miejscowości pochodzi z 1463 roku, kiedy to hrabia Adam Bies – w czwartek przed św. Jakubem, w obecności księcia Mikołaja z Opola, sprzedał wsie: Kotórz Wielki, Kotórz Mały, Kadłub z Ligotą za 422 marki Annie Schilhagen von Otmuth. Kolejnymi właścicielami Ligoty byli: Jan Kunowic, Wacław Srbacz, Krzysztof Sparchowic, Katarzyna Kokorz, Katarzyna Siedlnicka, Jan Dubrawka, Mikołaj Blankowsky i Anna Barbara von Gaszyn.
Mieszkańcy Ligoty Turawskiej w zamierzchłych czasach należeli do parafii w Kotorzu Wielkim. Konsekracja ligockiego kościoła nastąpiła 27 listopada 1629 roku. Aktu tego dokonał Johannes Balthasar – sufragan wrocławski. Kościół spłonął w wyniku podpalenia w 1945 roku. Od 1813 r. Ligota stała się samodzielną jednostką, jednak nadal podlegającą proboszczowi w Kotórzu Wielkim. Jako parafia usamodzielniła się w 1891 roku. Obecny kościół konsekrowano 19 lipca 1936 roku. 
Pierwsze informacje o istnieniu szkoły w Ligocie Turawskiej sięgają końca XVII wieku. Była to wówczas 1-klasowa szkoła przykościelna. Kolejny budynek z 2 izbami lekcyjnymi pojawił się w drugiej połowie XVIII wieku. Natomiast obiekt funkcjonujący do dzisiaj zbudowano w pierwszych latach dwudziestego stulecia. 
W pierwszej połowie XVIII wieku Ligotę zamieszkiwało 19 chłopów, 3 chłopów posiadających jedynie 1-łanowe gospodarstwa, 7 pracowników najemnych w ogrodnictwie, 5 ogrodników i kilku posiadaczy owiec. Miejscowość zamieszkiwało 37 rodzin. W drugiej połowie XIX wieku Ligota posiadała folwark, kościół katolicki i szkołę. Zamieszkiwało ją 23 chłopów, 10 zagrodników i 6 chałupników. Dalszy rozwój Ligoty Turawskiej związany był z budową Jeziora Turawskiego. Przesiedlono wówczas do Ligoty mieszkańców miejscowości znajdujących się na obszarze zalewowym.
18 maja 2004 r. o godz. 10:00 w Ligocie Turawskiej została otwarta Wiejska Izba Regionalna. Pomysł utworzenia małego wiejskiego muzeum wielokrotnie był tematem posiedzeń Rady Sołeckiej i Grupy Odnowy Wsi, ale dopóki nie było stosownego lokalu, wszystko kończyło się na planach. Dopiero nieodpłatne użyczenie pomieszczeń przez Małgorzatę i Henryka Paniczów w ich prywatnym domu pozwoliło na realizację tego przedsięwzięcia. Nadrzędnym zadaniem Wiejskiej Izby Regionalnej jest ocalenie od zniszczenia pamiątek przeszłości, resztek kultury materialnej najbliższego regionu. Ekspozycja obejmuje 3 pomieszczenia w budynku i wystawę dawnych narzędzi i maszyn rolniczych na wolnym powietrzu. W pomieszczeniach można obejrzeć sprzęt gospodarstwa domowego ułatwiający prace w domu i obejściu, pamiątki rodzinne ze szkła, porcelany i ceramiki, bieliznę stołową i pościelową z wyprawy ślubnej panny młodej, obrazy świętych oraz wiele innych przedmiotów, w których zamknięty jest wycinek historii miejscowości. Odrębne miejsce zajmuje również wystawa rękodzielnictwa ludowego poświęcona przede wszystkim tradycji dożynkowej – koronom żniwnym. Ligocka Wiejska Izba Regionalna została zgłoszona do konkursu „Piękna Wieś Opolska 2004” i otrzymała wyróżnienie w kategorii „najlepszy projekt Odnowy Wsi”.